# Otto Spatz
Otto Spatz, Pseudonym Otto Helmut (* 1. Juli 1900 in München; † 3. April 1989) war ein deutscher Buchhändler, Verleger und Schriftsteller.

## Leben
Otto Spatz war der Sohn des Mediziners und Geheimen Sanitätsrates Bernhard Spatz (1856–1935). Sein Bruder war der spätere Neuropathologe Hugo Spatz.
Seit 1928 war der Münchner Buchhändler mit Frieda, einer Tochter des Verlegers Julius Friedrich Lehmann, verheiratet. 1930 nahm Lehmann Spatz als Teilhaber an seinem Verlag auf. Nach dem Tod Lehmanns übernahm Spatz 1935 den Verlag, in dem seit Gründung auch unter Schriftleitung seines Vaters (ab 1885) und seines Bruders Hans (1932 bis 1946) die Münchener Medizinische Wochenschrift verlegt wurde. Er betätigte sich zudem als Autor.
Spatz, welcher der Gesellschaft für Rassenhygiene in München angehörte, trat 1937 der NSDAP bei.
Nach Kriegsende nahm Spatz 1950 die Verlagstätigkeit wieder auf, bis der Lehmanns-Verlag Ende der 1970er Jahre aufgelöst wurde. Sein Sohn Bernhard Spatz (* 1935) war ab 1966 Mitinhaber und Geschäftsführer des Verlags.
Bei der rechtsextremen Gesellschaft für freie Publizistik (GfP) war er 1960 Mitbegründer des Publikationsorgans Das Freie Forum. 1970 verlieh ihm die GfP die Ulrich-von-Hutten-Medaille.

## Schriften
- als Otto Helmut: Volk in Gefahr. Der Geburtenrückgang und seine Folgen für Deutschlands Zukunft. Vorwort (später Schlußwort) Arthur Gütt. J. F. Lehmanns, München 1933; letzte verb. 10. Aufl. 1939 (6. Aufl. 1934 als einzige ohne den Obertitel)
- Wiedergewonnenes deutsches Land in Danzig-Westpreußen, Ostpreußen, Wartheland, Oberschlesien, Elsaß, Lothringen, Luxemburg, Eupen-Malmedy. J. F. Lehmanns, München 1941
  - Wiedergewonnenes deutsches Land in Danzig-Westpreußen, Ostpreußen, Wartheland, Oberschlesien, Steiermark, Kärnten, Elsaß, Lothringen, Luxemburg, Eupen-Malmedy. 2. verb. und erw. Aufl., ebd. 1943
- Liebe und Kattun. Das Geheimnis um eine alte Stadt und ihre Bürger. Ludwig, Pfaffenhofen 1978
- Ahnenbilder der Familie Spatz-Lehmann. Verlag O. Spatz, München 1982
- Erinnerungen aus meinem Leben. T. 1 Verlag Otto Spatz, München 1984; T. 2 ebd. 1989
- Zum 85. Geburtstag des Gründers der Buchhandlung für Medizin und Psychologie Otto Spatz, München und Hamburg. Verlag: Buchhandlung für Medizin und Psychologie Otto Spatz, München 1985
- Fünfundzwanzig Jahre Buchhandlung für Medizin und Grenzgebiete Otto Spatz, München und Hamburg. Buchhandlung für Medizin und Grenzgebiete Spatz, München o. J. [1974]